# 古斯塔夫-阿道夫·舍贝里
古斯塔夫-阿道夫·舍贝里（瑞典語：Gustav-Adolf Sjöberg，1865年3月22日—1937年10月31日），瑞典男子射击运动员。他曾代表瑞典参加1908年夏季奥林匹克运动会射击比赛，获得男子团体300米步枪三姿银牌。